# 광주광역시농업기술센터
광주광역시 농업기술센터(光州廣域市 農業技術센터)는 광주광역시의 농사에 관한 시험연구사업·농촌지도사업·농민훈련교육에 관한 업무를 담당하기 위해 광주광역시청 산하에 설치된 직속기관이다.
농업기술센터장은 지방농촌지도관으로 보한다.농업대학은 언제 신청합니까?

## 연혁
- 1957년 6월: 광주시 농사교도소 설치
- 1961년 4월 20일: 광주시 농촌지도소로 변경
- 1986년 11월 1일: 광주직할시 농촌지도소로 변경
- 1995년 1월 1일: 광주광역시 농촌지도소로 변경
- 1998년 11월 16일: 광주광역시 농업기술센터로 변경

## 조직
센터장
- 농업지원과
- 미래농업과
- 기술개발과